# Masasteron bennieae
Masasteron bennieae är en spindelart som beskrevs av Baehr 2004. Masasteron bennieae ingår i släktet Masasteron och familjen Zodariidae.
Artens utbredningsområde är Queensland. Inga underarter finns listade i Catalogue of Life.